# Mjölby apotek
Mjölby apotek är ett apotek i Mjölby, som inrättades 1904.

## Historik
Frågan om inrättandet av ett apotek i Mjölby förekom första gången på en kommunalstämman med Mjölby socken 6 februari 1899, då ärendet bordlades till 6 mars samma år. Inrättande av ett apotek i Mjölby fick personligt privilegium 30 september 1904. Privilegiet tilldelades Ludvig Waldemar Breitholtz 13 april 1905.

## Apotekare
- 1905: Ludvig Waldemar Breitholtz
- 1905–1913: Erik Borgenstam
- 1920–1936: Frans Wilhelm Gerholm
- 1937–1943: Oskar Kullberg